# Pachycephala caledonica
Sibilante-da-nova-caledónia ou assobiadeira-da-nova-caledónia (Pachycephala caledonica) é uma espécie de ave da família Pachycephalidae.
É endémica da Nova Caledónia.
Os seus habitats naturais são: florestas subtropicais ou tropicais húmidas de baixa altitude e regiões subtropicais ou tropicais húmidas de alta altitude.